# Alcis kaibatonis
Alcis kaibatonis là một loài bướm đêm trong họ Geometridae.